# Могорич (Госпич)
44°29′ пн. ш. 15°35′ сх. д. / 44.48° пн. ш. 15.59° сх. д.
Могорич (хорв. Mogorić) — населений пункт у Хорватії, у Лицько-Сенській жупанії у складі міста Госпич.

## Історія
Могорич отримав свою назву на честь роду Могоровичів, які побудували фортецю в цьому селі. У 1577 році було зафіксовано, що фортеця була залюднена османськими солдатами.

## Населення
Населення за даними перепису 2011 року становило 110 осіб.
Динаміка чисельності населення поселення:

## Клімат
Середня річна температура становить 8,91 °C, середня максимальна – 23,06 °C, а середня мінімальна – -7,24 °C. Середня річна кількість опадів – 1188 мм.
| Клімат поселення                              | Клімат поселення | Клімат поселення | Клімат поселення | Клімат поселення | Клімат поселення | Клімат поселення | Клімат поселення | Клімат поселення | Клімат поселення | Клімат поселення | Клімат поселення | Клімат поселення | Клімат поселення |
| Показник                                      | Січ.             | Лют.             | Бер.             | Квіт.            | Трав.            | Черв.            | Лип.             | Серп.            | Вер.             | Жовт.            | Лист.            | Груд.            |                  |
| Середній максимум, °C                         | 5,77             | 7,24             | 10,93            | 15,26            | 19,61            | 22,75            | 23,06            | 22,89            | 18,74            | 14,25            | 8,96             | 4,80             |                  |
| Середня температура, °C                       | −0,75            | 0,74             | 4,44             | 8,77             | 13,11            | 16,24            | 18,34            | 18,17            | 14,02            | 9,52             | 4,25             | 0,09             |                  |
| Середній мінімум, °C                          | −7,24            | −5,77            | −2,07            | 2,27             | 6,62             | 9,76             | 13,63            | 13,45            | 9,31             | 4,80             | −0,48            | −4,64            |                  |
| Норма опадів, мм                              | 89               | 89               | 90               | 97               | 86               | 83               | 57               | 74               | 119              | 131              | 152              | 121              |                  |
| Середньомісячна швидкість вітру, м/с          | 2.32             | 2.44             | 2.62             | 2.57             | 2.32             | 2.11             | 2.10             | 2.00             | 2.12             | 2.26             | 2.54             | 2.58             |                  |
| Середньомісячна сонячна радіація, кДж/м²·день | 4696             | 7352             | 10854            | 15396            | 19508            | 21596            | 23379            | 20159            | 14793            | 9519             | 5045             | 3881             |                  |
| --------------------------------------------- | ---------------- | ---------------- | ---------------- | ---------------- | ---------------- | ---------------- | ---------------- | ---------------- | ---------------- | ---------------- | ---------------- | ---------------- | ---------------- |
| Джерело:                                      |                  |                  |                  |                  |                  |                  |                  |                  |                  |                  |                  |                  |                  |